# Heinrich II. (Kastilien)

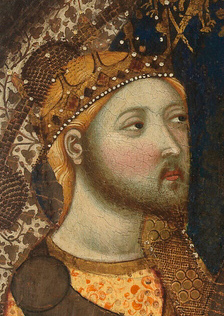
Enrique de Trastámara, Heinrich II. von Kastilien

Wappen des Enrique de Trastámara vor seiner Königswürde

Heinrich II., auch Heinrich von Trastámara (spanisch Enrique de Trastámara) oder Heinrich der Brudermörder (spanisch Enrique el Fratricida, * 13. Januar 1334 in Sevilla; † 29. Mai 1379 in Santo Domingo de la Calzada), war König von Kastilien und León (1369–1379). Er war illegitimer Sohn (Bastard) von Alfons XI. und Leonor de Guzmán, einer hohen kastilischen Adligen, die teilweise jüdischer Abstammung war. Somit war er Halbbruder seines lebenslangen Feindes und Vorgängers Peter I.

## Leben

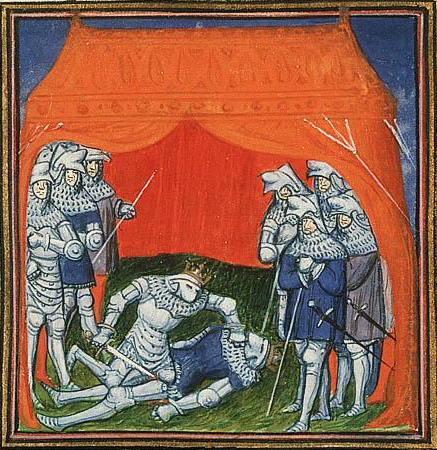
Heinrich ermordet seinen Halbbruder Peter I.

Sein Vater Alfons XI. hatte Heinrich zum Grafen von Trastámara gemacht und ihm einige Dörfer in Galicien geschenkt. Nach dem unerwarteten Tod seines Vaters und seiner legitimen Nachfolge sah Peter I. die Gelegenheit für gekommen, gegen die Nebenbuhlerin seiner Mutter und gegen ihre Nachkommenschaft vorzugehen.
Nach jahrzehntelangen Fehden Heinrichs gegen seinen Erzfeind Peter I., die ihn mehrfach zwangen, das Land zu verlassen und in Portugal und Frankreich Schutz und Hilfe zu suchen, ließ er sich im Jahre 1366 in Calahorra zum König ausrufen. Im Folgejahr jedoch erlitt sein – mit den Franzosen unter Bertrand du Guesclin verbündetes – Heer eine vernichtende Niederlage in der Schlacht von Nájera (1367). Zwei Jahre später errang Heinrich II. in der Schlacht von Montiel (1369) den entscheidenden Sieg mit erneuter Hilfe des französischen Heerführers Bertrand du Guesclin. Er entthronte seinen Halbbruder und setzte ihn gefangen; anschließend ermordete er Peter eigenhändig. Im Hundertjährigen Krieg stellte er sich auf die Seite Frankreichs und somit gegen Portugal und England.
Er starb am 29. Mai 1379 in Santo Domingo de la Calzada und wurde in der Kathedrale von Toledo beigesetzt.

## Judenverfolgung

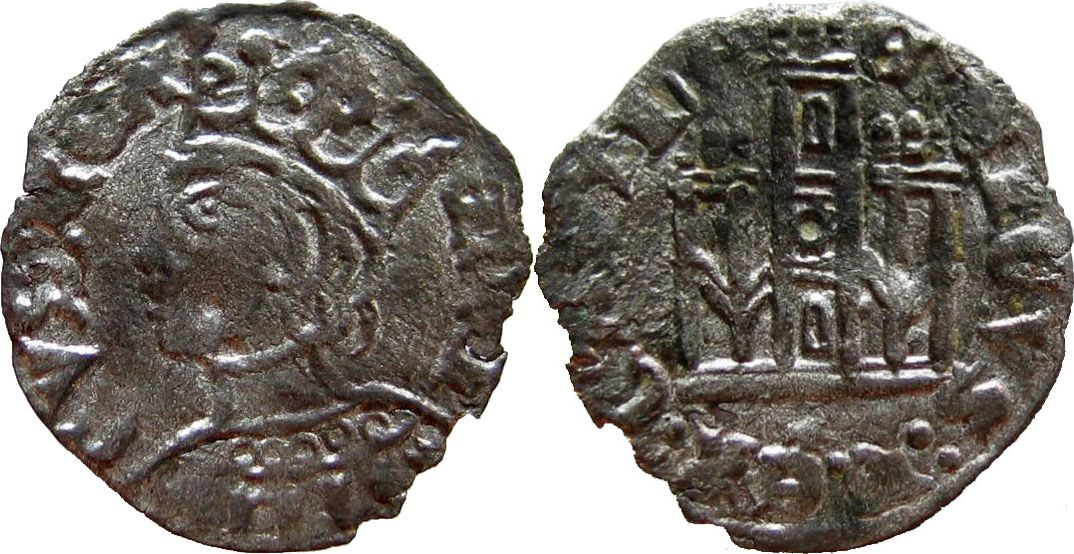
Münzporträt Heinrichs II.

Trotz seiner teilweise jüdischen Abstammung mütterlicherseits war Heinrich der erste Herrscher, der den Antijudaismus in Spanien als politisches Mittel benutzte; unter anderem ließ er das Gerücht streuen, sein Vorgänger sei in Wirklichkeit ein ausgetauschtes Kind jüdischer Eltern. Nach Erlangung der Königsmacht stellte er die Juden jedoch unter seinen persönlichen Schutz. Gut ein Jahrhundert später begann die Verfolgung konvertierter Juden durch die Spanische Inquisition, die letztlich zu ihrer Vertreibung führte (siehe: Geschichte der Juden in Spanien).

## Nachkommen

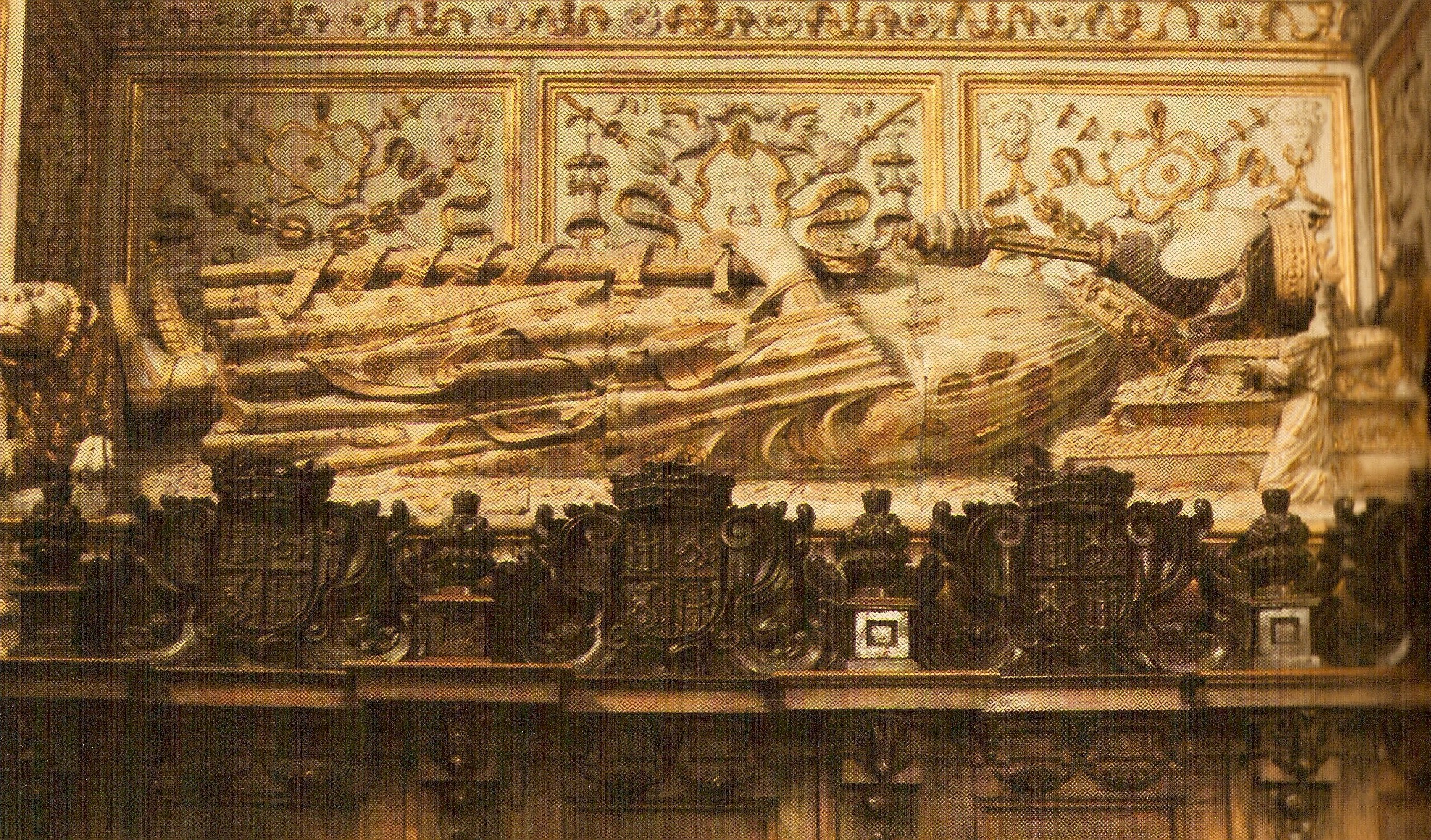
Grabmal Heinrichs II. in der Kathedrale von Toledo

Heinrich war mit Juana, der Tochter von Juan Manuel de Villena, einem Mitglied einer Seitenlinie des Hauses Kastiliens, verheiratet und hatte mit ihr drei Kinder – darunter den Sohn Johann I., der ihm nachfolgte.
- Johann I.
- Eleonore (* um 1363, † 1415 oder 1416), ⚭ Karl III., König von Navarra
- Johanna

Außerdem war er Vater der Kinder:
- Eleonore Señora de Cifuentes ⚭ Diniz, Titularkönig von Portugal
- Konstanze Señora de Alba de Tormes ⚭ Johann, Titularkönig von Portugal
- Johanna ⚭ Peter von Aragón, Marques de Villena
- Heinrich von Kastilien, Herzog von Medina-Sidonia (1378–1404 )
- Ferdinand Señor de Puenas und Alcaçovas (1365–1438)
- Isabella, Nonne
- Beatrix ⚭ Juan Alfonso de Guzmán, Señor de Niebla
- Maria von Kastilien ⚭ Diego Hurtado de Mendoza y Guevara
- Alfons Enrique, Graf de Gijón y Noreña (1355–1395)
- Friedrich von Kastilien, Herzog von Benavente